# William Walker (ciclista)
William Walker (31 de outubro de 1985 em Subiaco, Austrália Ocidental) é um ciclista profissional australiano que pertencia à equipa Fuji-Servetto, pertencente ao UCI ProTour.
Estreiou como profissional no ano 2005 com a equipa Rabobank Continental. Em 2009 anunciou a sua retirada devido a problemas cardíacos incompatíveis com a prática do ciclismo de elite. Em 2012 correu no equipa continental do seu país, a Drapac Cycling, junto com o seu irmão Johnnie Walker onde esteve duas temporadas.
Em 2014 assinou pelo Synergy Baku Cycling Project mas nos campeonatos nacionais voltou a sofrer problemas cardíacos onde se teve que retirar e ser transladado a um hospital. Desta maneira, depois de só um mês em competição com a sua nova equipa, se confirmava a sua retirada do ciclismo.

## Palmarés
2004
- 1 etapa do Herald Sun Tour

2005
- 1 etapa do Circuito Montanhês
- 2.º no Campeonato Mundial em Estrada sub-23

2012
- 1 etapa do Tour da Tasmânia

## Equipas
- Rabobank Continental (2005-2006)[2]
- Rabobank (2006[3]-2008)
- Fuji-Servetto (2009)[4]
- Drapac Cycling (2012[5]- 2013)
- Synergy Baku Cycling Project (2014)